# Maison Volkov
La maison Volkov (Дом Во́лкова) est une demeure de bois classée au patrimoine architectural d'importance fédérale située à Vologda, ville du nord-ouest de la Russie. Construite dans le style néoclassique (dit « style Empire » en Russie), elle date du début du XIXe siècle et se trouve rue de Léningrad. Cet hôtel particulier comprend aussi des écuries et des communs.

## Histoire
Cette demeure est bâtie dans le premier tiers du XIXe siècle. Elle appartient d'abord à la famille Bagrakov, puis à la famille Stolzenwald et en dernier au riche marchand Nikolaï Alexandrovitch Volkov qui fut maire de Vologda de 1893 à 1904 et de 1912 à 1917. Sa fille Elena Nikolaïevna Volkova fut présidente du cercle des amateurs de beaux-arts de la région Nord de Russie de 1912 à 1920. Elle réunit une belle collection d'art, accessible au public dès 1916. Après la révolution de 1917, la collection est nationalisée et l'on installe dans cette maison une école technique d'art, où Elena Volkova enseigne. Lorsque le cercle prend fin en 1920, la collection d'art est dévolue à la galerie de tableaux de l'oblast de Vologda. Aujourd'hui, l'ancien hôtel particulier accueille une école de musique.

## Architecture

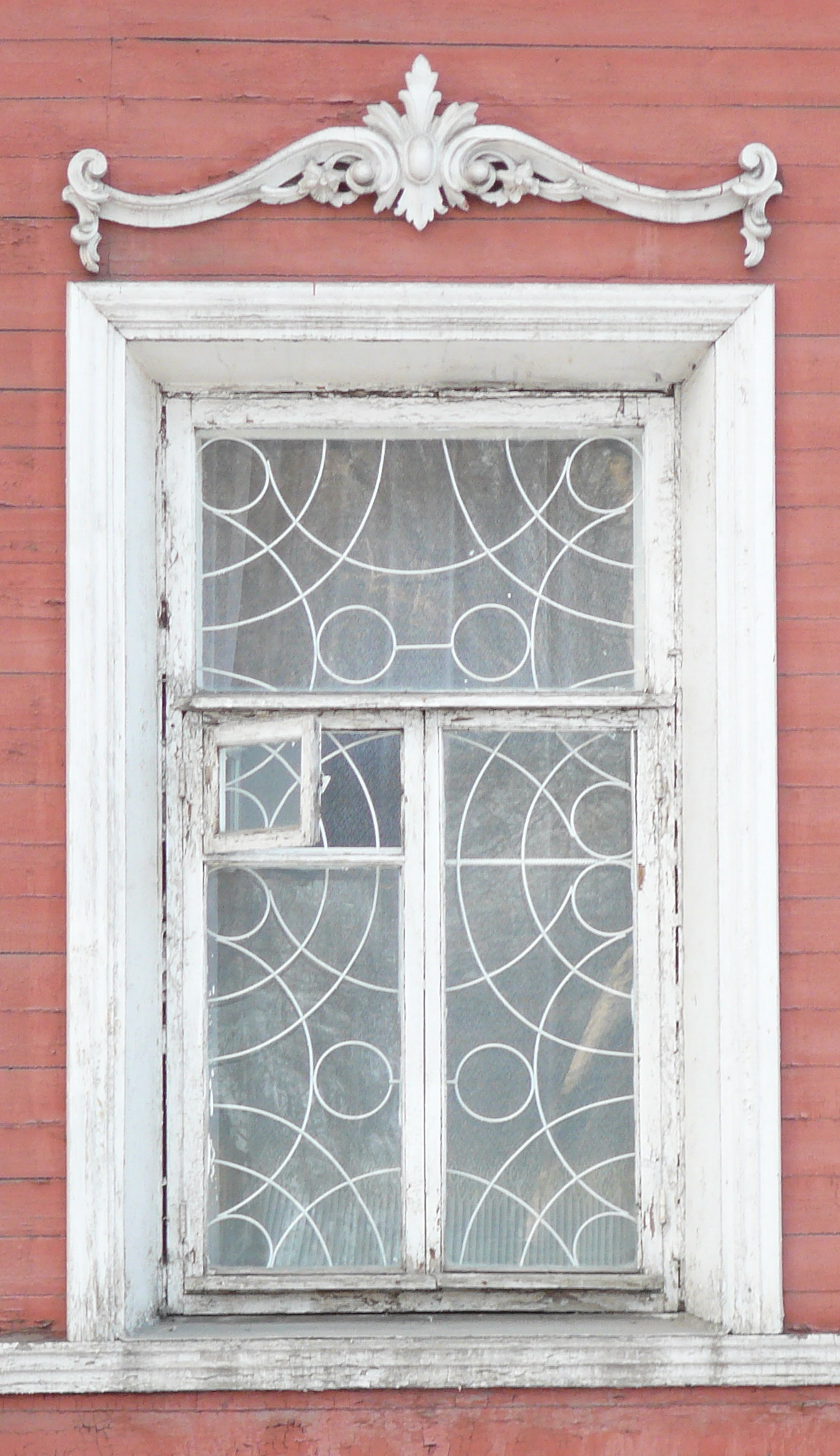
Une des fenêtres grillagées.

Les façades de cette demeure sont différentes. Du côté de la rue, il s'agit d'un hôtel particulier sans étage avec une façade d'honneur présentant un fronton à la grecque soutenu par six colonnes toscanes. Les fenêtres sont décorées de fins sandrics légèrement incurvés. La façade de la cour est plus simple - elle n'a pas de portique, son architecture est déterminée par un entresol bas et un perron avec un auvent sur des crochets de support à motifs métalliques, typiques des demeures marchandes provinciales. Le long de la façade sur la rue, il y a une enfilade de pièces - une grande salle d'honneur et plusieurs salons. Parmi les éléments intérieurs, des portes en acajou avec des détails dorés, ainsi que des poêles décorés de carreaux blancs et de figurines antiques ont été conservés. Sur le côté de la maison jusqu'à la fin du XIXe siècle, il y avait un jardin d'hiver.

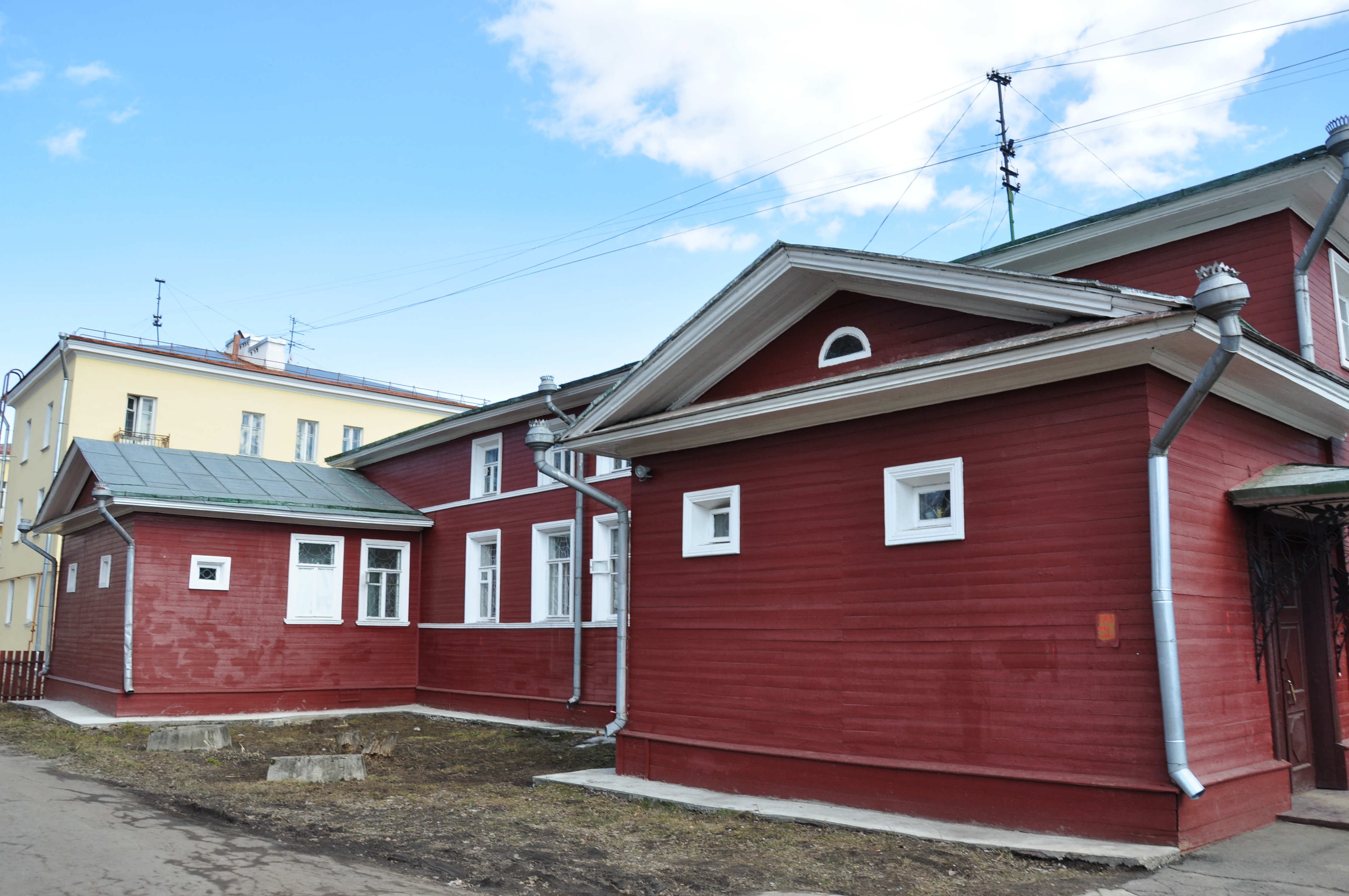
Arrière de la maison.
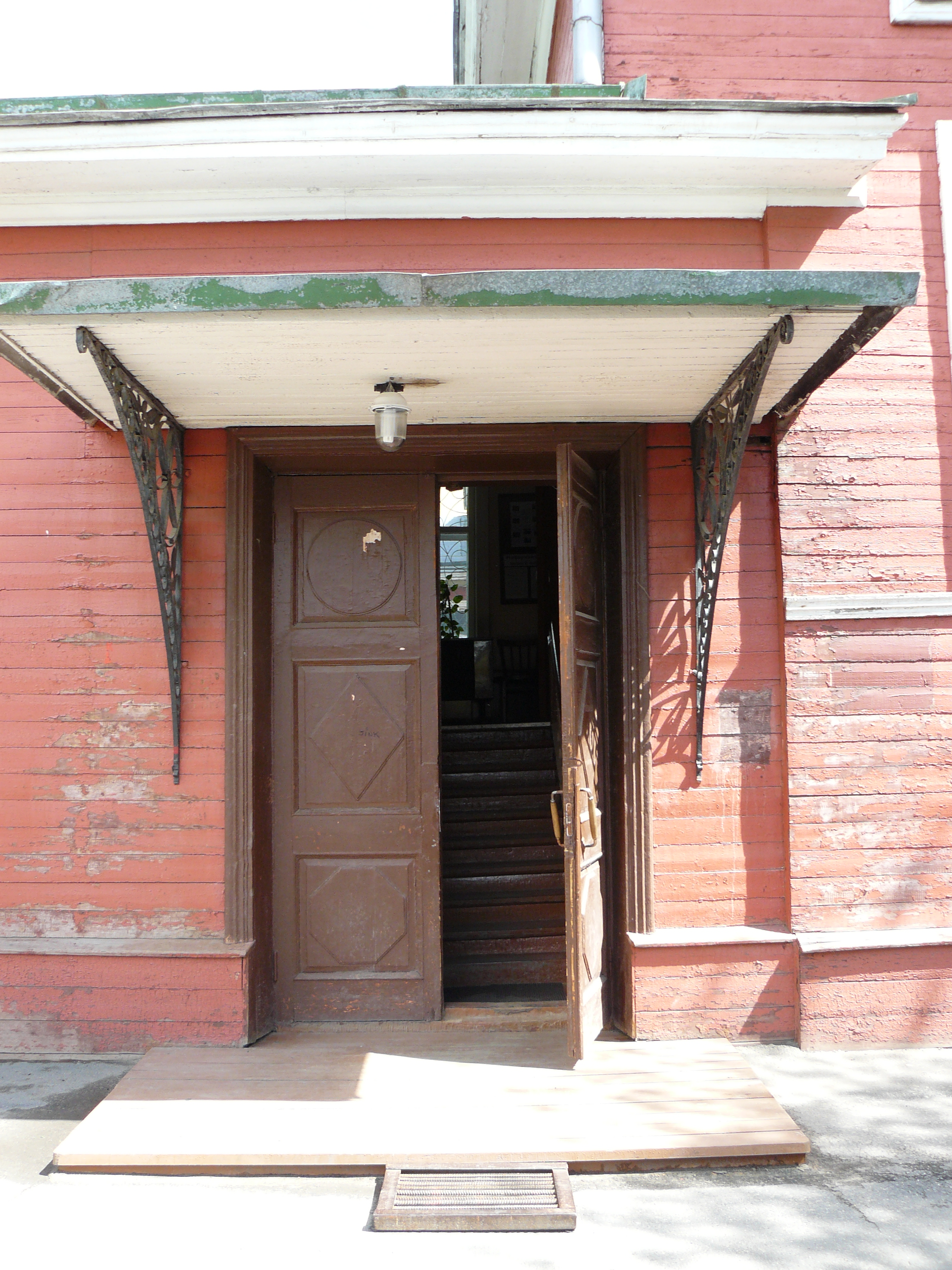
Porte d'entrée principale sur le côté.
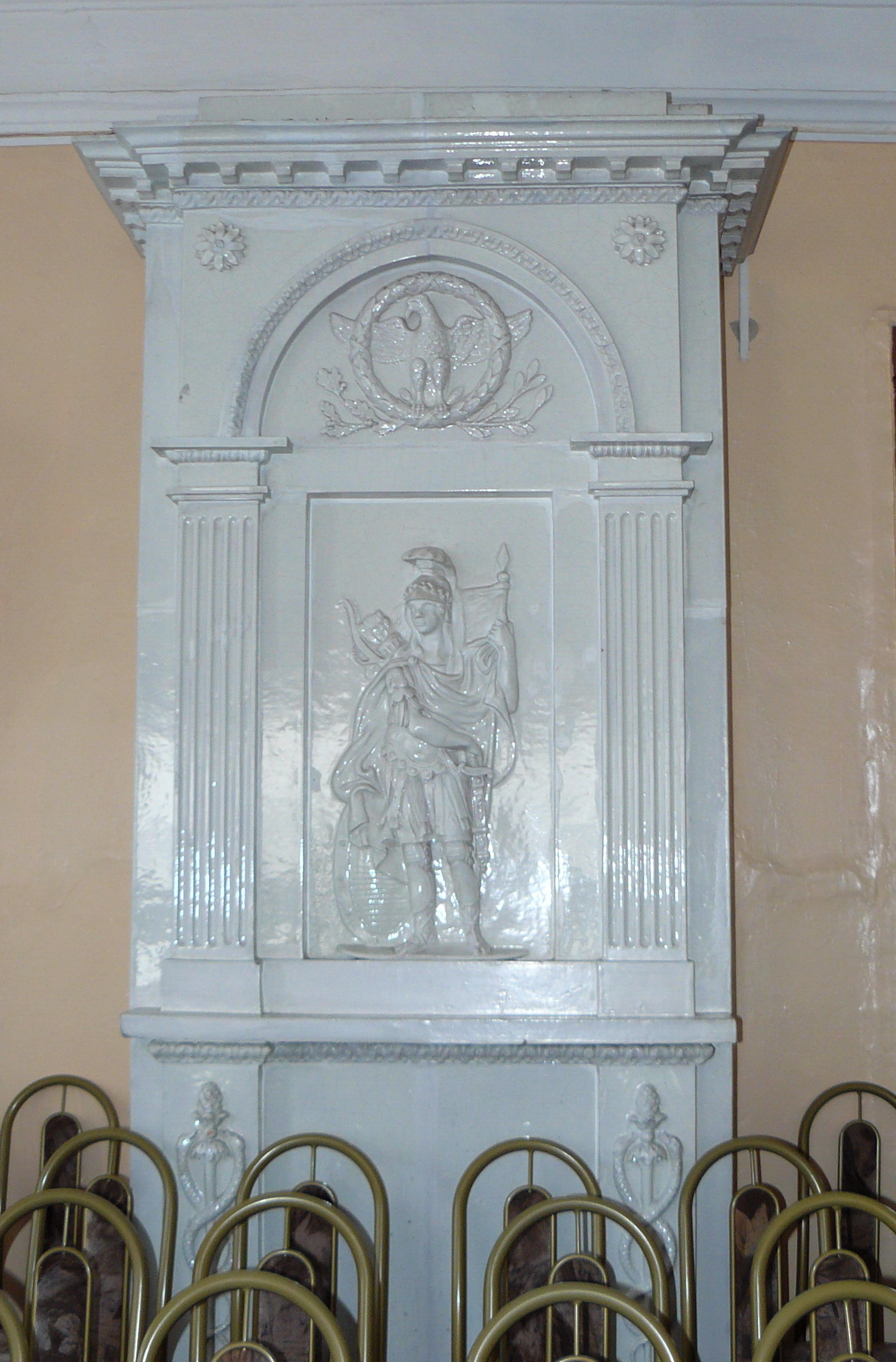
Un des poêles en faïence.
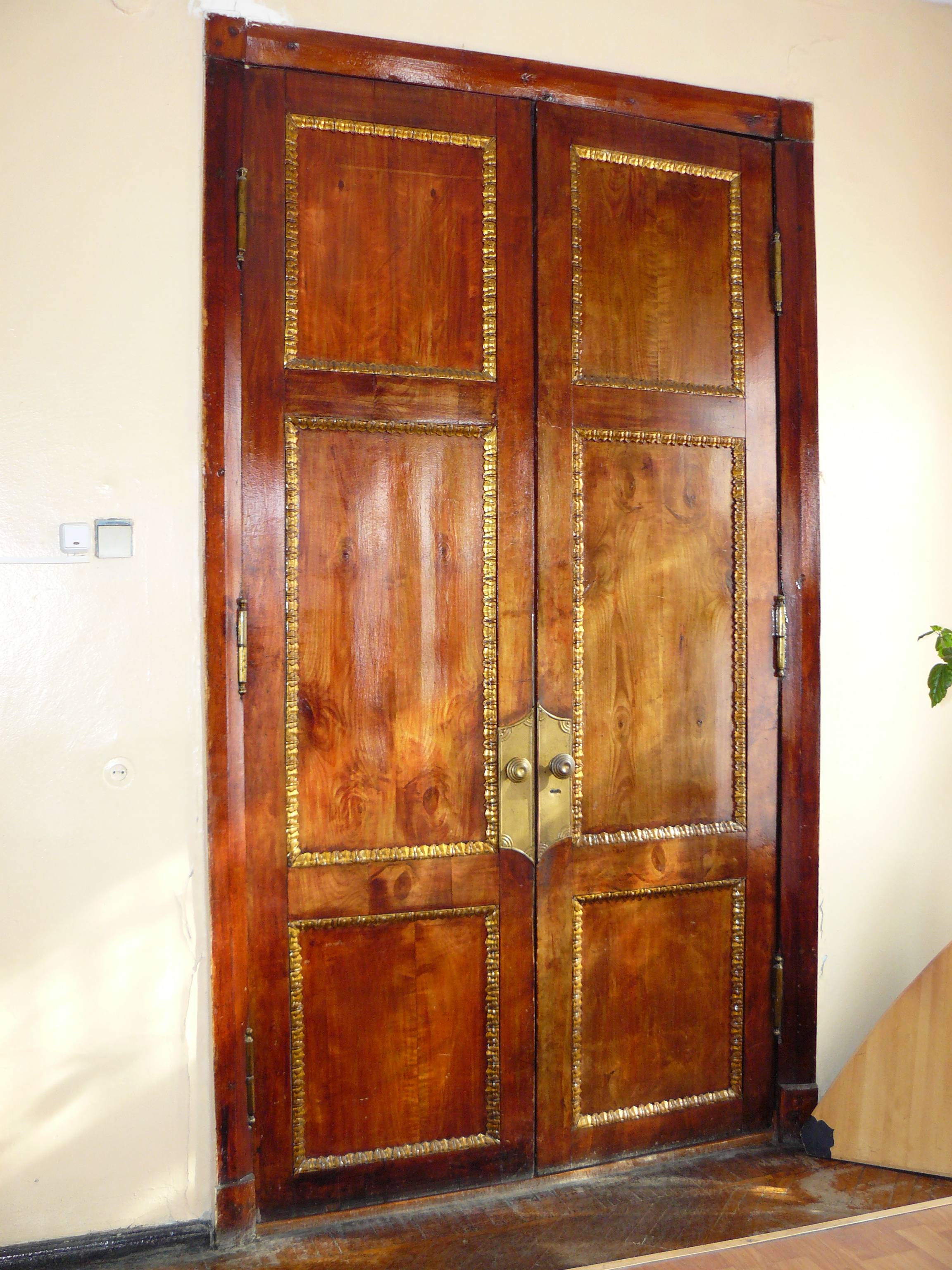
Porte en acajou.
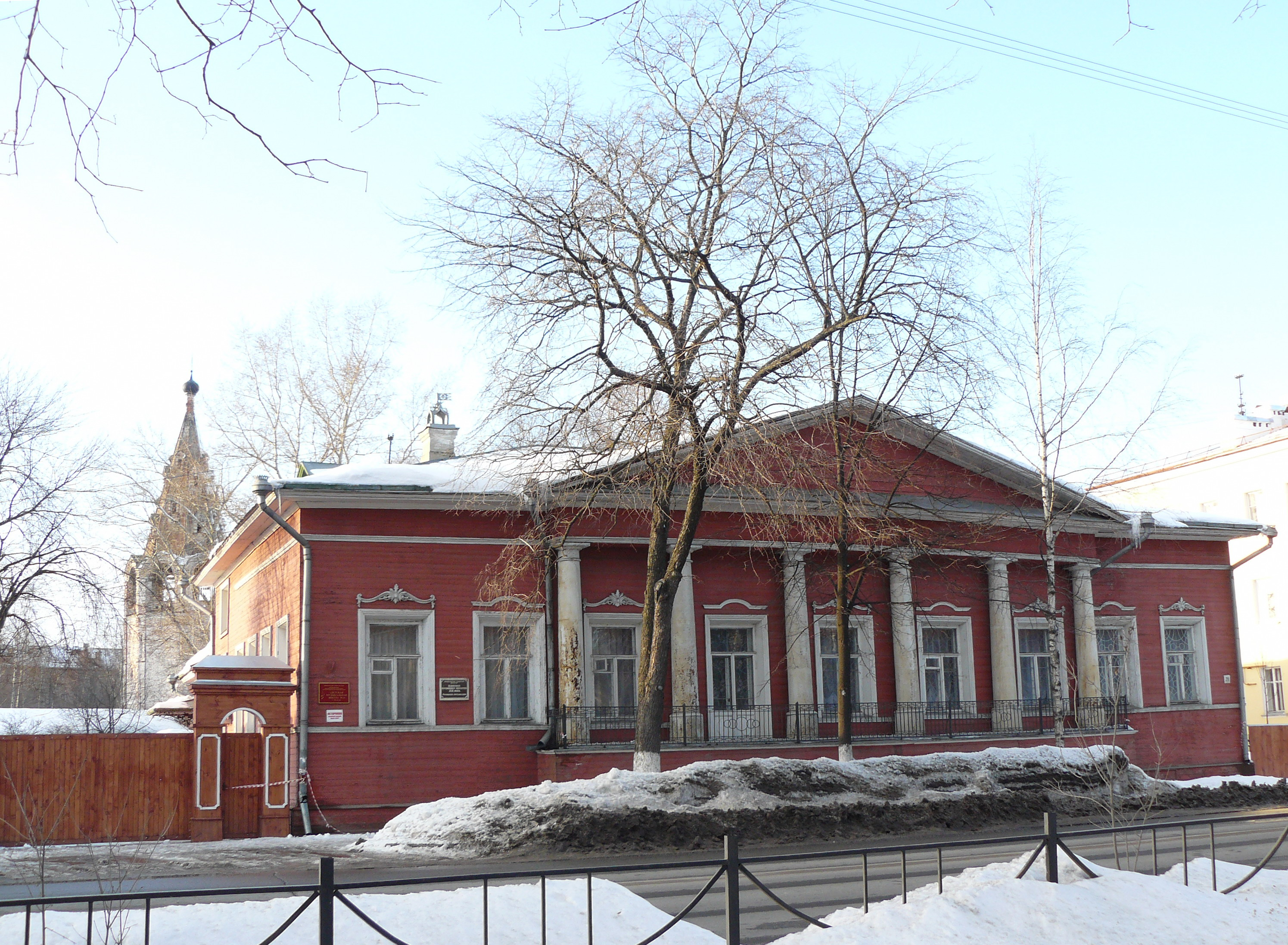
La maison Volkov en hiver.